# Хинчешть (Фалештський район)
Хинчешть (рум. Hîncești) — село у Фалештському районі Молдови.

## Населення
За даними перепису населення 2004 року у селі проживали 1155 осіб.
Національний склад населення села:
| Національність | Кількість осіб | Відсоток |
| -------------- | -------------- | -------- |
| молдавани      | 1143           | 99,0%    |
| росіяни        | 6              | 0,5%     |
| українці       | 5              | 0,4%     |
| гагаузи        | 1              | 0,1%     |
| Всього         | 1155           | 100%     |